# Telmatobius truebae
Espèce
Statut de conservation UICN

 VU  : Vulnérable
Telmatobius truebae est une espèce d'amphibiens de la famille des Telmatobiidae. 

## Répartition
Cette espèce est endémique de la région d'Amazonas dans le nord du Pérou. Elle se rencontre dans la cordillère Orientale entre 2 150 et 3 470 m d'altitude.

## Description
Telmatobius truebae mesure en moyenne 69 mm pour les mâles et 82 mm pour les femelles.

## Étymologie
Cette espèce est nommée en l'honneur de Linda Trueb.

## Publication originale
- Wiens, 1993 : Systematics of the Leptodactylid frog genus Telmatobius in the Andes of northern Peru. Occasional Papers of the Museum of Natural History, University of Kansas, vol. 162, p. 1-76 (texte intégral).